# Brand (Zwickau)
Brand ist ein Stadtteil der Stadt Zwickau, die seit 2008 Kreisstadt des Landkreises Zwickau im Freistaat Sachsen ist. Der Ort liegt westlich des Stadtzentrums im Stadtbezirk Zwickau-West und trägt die amtliche Nummer 44. Am 1. April 1939 wurde Brand zusammen mit Maxhütte von Lichtentanne nach Zwickau umgegliedert.

## Geographie

### Lage und Verkehr

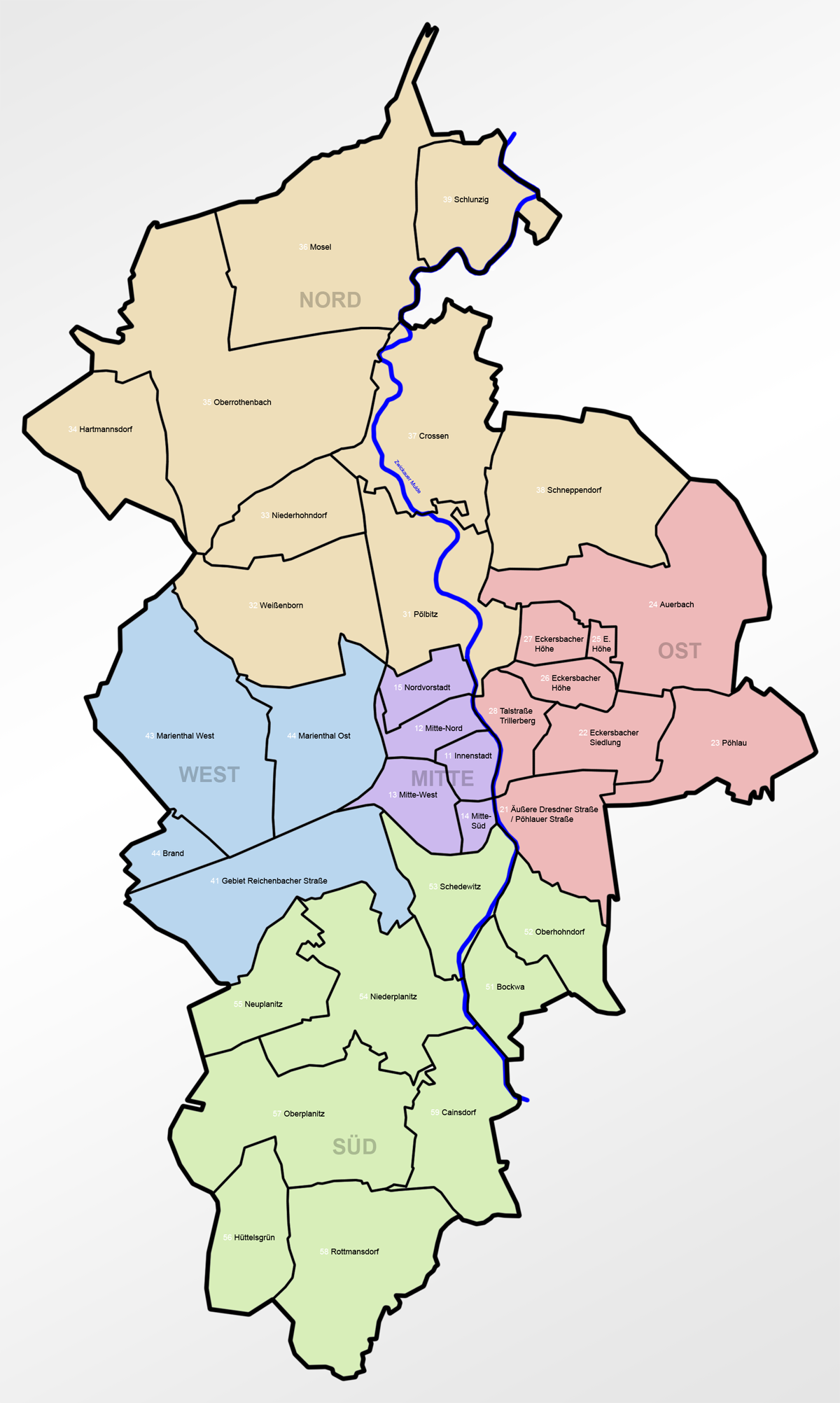
Stadtbezirke und Stadtteile von Zwickau

Brand liegt im äußersten Westen des Zwickauer Stadtgebiets am Brander Bach, der im Norden Zwickaus in die Zwickauer Mulde mündet. Östlich des Stadtteils befand sich das Reichsbahnausbesserungswerk Zwickau. Die Gleise der Bahnstrecke Dresden–Werdau und der Bahnstrecke Zwickau–Falkenstein führen südlich an Brand vorbei.

### Nachbarorte
|                            | Marienthal                                  |            |
| Steinpleis mit Weißenbrunn | Kompassrose, die auf Nachbargemeinden zeigt | Marienthal |
| Lichtentanne               | Maxhütte und Freiheitssiedlung              |            |

## Geschichte
Im Jahr 1527 wurde Brand erstmals urkundlich erwähnt. Damals bestand Brand nur aus einem Einzelgut, welches um 1750 als „Brand Guth“ erwähnt ist und bezüglich der Grundherrschaft anteilig zum Rittergut Lichtentanne (Heckelsches Rittergut) und zum Rittergut Alt-Schönfels gehörte.  Im 19. Jahrhundert entwickelte sich aus Brand im Zuge der Industrialisierung eine Siedlung, die als Ortsteil zu Lichtentanne gehörte.
Brand gehörte bis 1856 zum kursächsischen bzw. königlich-sächsischen Amt Zwickau. Im Jahr 1856 kam Brand zum Gerichtsamt Zwickau und 1875 zur Amtshauptmannschaft Zwickau. Kirchlich gehörte Brand bis um 1875 zu Lichtentanne, seitdem zur Pauluskirche im heutigen Zwickauer Stadtteil Marienthal. Im Jahr 1920 wurde der Ortsteil Brand mit der Gemeinde Lichtentanne der Amtshauptmannschaft Werdau zugeordnet. Durch die Auflösung der Amtshauptmannschaft Werdau kamen die Orte im Jahr 1933 wieder an die Amtshauptmannschaft Zwickau, die ab 1939 Landkreis Zwickau genannt wurde.
Am 1. April 1939 wurde Brand zusammen mit Maxhütte von Lichtentanne nach Zwickau umgegliedert. Das im Jahr 1908 eröffnete Reichsbahnausbesserungswerk Zwickau östlich von Brand wurde nach der 2015 erfolgten Schließung im Jahr 2016 abgerissen. Auf dem Areal entsteht eine neue Justizvollzugsanstalt der Freistaaten Sachsen und Thüringen.

### Bevölkerungsentwicklung
| Datum             | Einwohnerzahl |
| ----------------- | ------------- |
| 31. Dezember 1998 | 584           |
| 31. Dezember 1999 | 594           |
| 31. Dezember 2000 | 611           |
| 31. Dezember 2001 | 597           |
| 31. Dezember 2002 | 592           |
| 31. Dezember 2003 | 597           |
| 31. Dezember 2004 | 600           |
| 31. Dezember 2005 | 615           |
| 30. Juni 2006     | 602           |

| Jahr | Einwohnerzahl (Prognose) |
| ---- | ------------------------ |
| 2010 | 600                      |
| 2015 | 580                      |
| 2020 | 550                      |

Quelle: Städtebauliches Entwicklungskonzept der Stadt Zwickau 2020 (Stand: Dezember 2006) sowie Statistische Informationen der Stadt Zwickau 2006/1.